# Diya Mirza
 Der er for få eller ingen kildehenvisninger i denne artikel, hvilket er et problem. Du kan hjælpe ved at angive troværdige kilder til de påstande, som fremføres i artiklen.

Diya Mirza (hindi: दिया मिर्ज़ा, Diyā Mirzā , eller Dia Mirza. Født Dia Handrich, 9. december 1981)[kilde mangler] er en indisk skuespiller.